# Моллабюрган
Моллабюрган (азерб. Mollabürhan) — село у Кубатлинському районі Азербайджану..
Село розташовано на правому березі річки Акарі, за 40 км на південь від міста Бердзора та за 1 км на південний захід від села Айґеховіт, до якого підпорядковується.
26 жовтня 2020 село було звільнене Національною армією Азербайджану внаслідок Другої Карабаської війни.